# Heinar Kipphardt

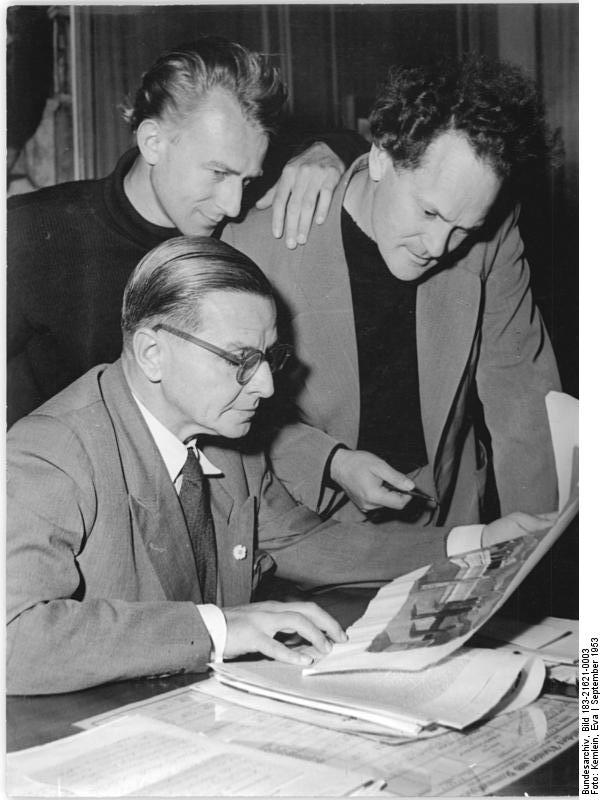
Heinar Kipphardt (linksboven) in 1953

Heinrich 'Heinar' Mauritius Kipphardt (Heidersdorf, 8 maart 1922 - München, 18 november 1982) was een Duitse schrijver, een belangrijke  vertegenwoordiger van het zogenaamde 'Documentaire Theater'. Hij verwierf grote bekendheid met zijn maatschappijkritische toneelstuk In der Sache J. Robert Oppenheimer uit 1964.

## Leven
Heinar Kipphardt werd in het Zuid-Silezische Heidersdorf geboren als zoon van een tandarts. Zijn vader werd in 1933 als sociaaldemocraat gevangengenomen en in het concentratiekamp Dürrgoy bij Breslau en later in Buchenwald geïnterneerd. Na zijn vrijlating verhuisde de familie naar Krefeld.
Vanaf 1940 studeert Kipphardt Medicijnen aan de Universiteit Bonn. Nog tijdens de oorlog trouwt hij met Lore Hannen. Hij wordt opgeroepen voor het leger en aan het oostfront ingezet. Kipphardt deserteert.
In 1947 beëindigt hij zijn medicijnenstudie in Düsseldorf, vestigt zich in Berlijn en begint gedichten te schrijven. In de jaren 1950 tot 1959 is Kipphardt dramaturg bij het Deutsches Theater Berlin. Vanaf 1953 is Kipphardt lid van de SED. Voor het toneelstuk  Shakespeare dringend gesucht  krijgt hij de Nationalpreis der DDR III. klasse. In 1958 breekt hij met de cultuurpolitiek van het politbureau van de DDR en hij gaat in 1959 naar Düsseldorf. Hij wordt dramaturg bij het daar gevestigde Düsseldorfer Schauspielhaus. Korte tijd later verhuist hij weer, ditmaal naar München.
Met het toneelstuk  In der Sache J. Robert Oppenheimer,  (eerste opvoering 1964) in de regie van Erwin Piscator en Paul Verhoeven, heeft Kipphardt in beide Duitslanden  groot succes. Hij krijgt opeenvolgend de Gerhart-Hauptmann-Preis, de Adolf-Grimme-Preis en de televisieprijs van de Deutschen Akademie der Darstellenden Künste Van 1969 tot 1971 is hij dramaturg bij de Münchner Kammerspielen.
In 1971 trouwt hij met Pia Pavel en verlegt zijn woonplaats naar Angelsbruck in Oberbayern. In zijn laatste levensjaren doet Kipphardt nog van zich spreken. Hij krijgt de Literaturpreis der Stadt Bremen. Hij engageert zich met de Berliner Begegnung zur Friedensförderung 1981. Het jaar na zijn dood in 1982 gaat postuum zijn toneelstuk Bruder Adolf Eichmann in première.

## Werken

### Gedichten
- 1949 Es ist noch nicht zu Ende
- 1977 Angelsbrucker Notizen
- 1953 Auschwitz 1953

### Verhalen en Romans
- 1951 Fremd stirbt ein junger Bruder
- 1951 Späte Erkenntnis
- 1964 Die Ganovenfresse
- 1976 März
- 1977 Der Deserteur

### Toneelstukken
- 1953 Shakespeare dringend gesucht
- 1956 Der Aufstieg des Alois Piontek
- 1961 Die Stühle des Herrn Szmil
- 1962 Der Hund des Generals
- 1964 In der Sache J. Robert Oppenheimer
- 1965 Joel Brand, die Geschichte eines Geschäfts
- 1967 Die Nacht, in der der Chef geschlachtet wurde
- 1967 Die Soldaten nach J.M.R. Lenz
- 1980 März, ein Künstlerleben
- 1983 Bruder Eichmann (postum)

### TV films
- 1963 Bartleby
- 1964 In der Sache J. Robert Oppenheimer
- 1962 Der Hund des Generals
- 1965 Die Geschichte von Joel Brand
- 1975 Leben des schizophrenen Dichters Alexander März

### Briefwisselingen
- HAP Grieshaber, Heinar Kipphardt, Sven Hanuschek (Hrsg.): Das Einhorn kommt gerne bei Nacht. Briefwechsel. Mit einem Anhang: Engel der Psychiatrie. München 2002, ISBN 3-936298-05-X
- Peter Hacks, Heinar Kipphardt, Uwe Naumann (Hrsg.): Du tust mir wirklich fehlen. Der Briefwechsel. Berlin 2004, ISBN 3-359-01606-8